# Буйбинский перевал
Буйби́нский перева́л — перевал между восточными окраинами хребтов Кулумыс и Ойский Западного Саяна.

## Описание
Седловая точка находится на 609-м км автодороги Р257 «Енисей», в Ермаковском районе, на границе Танзыбейского и Араданского сельсоветов, в пределах природного парка «Ергаки». Своё наименование перевал получил по имени реки Буйба (правый приток реки Ус). Историческое название этого участка автодороги (от Минусинска до Кызыла) — Усинский тракт. На Буйбинском перевале соединяются старый (идущий от Танзыбея вдоль рек Малый Кебеж и Оя) и новый (вдоль реки Большой Кебеж) участки Усинского тракта. Со смотровой площадки с субурганом, перед противолавинной галереей (602-й км) открывается отличный вид на «Ергаки» и «Спящий Саян». Далее вдоль трасы (605-й км) открывается вид: справа на Ойское озеро, слева на Ойский перевал (высота 1600 метров) и горнолыжную трассу. За 609-м км начинается спуск по серпантину к «Тармазаковскому мосту» и визит-центру парка «Ергаки», в долину реки Нижняя Буйба.

## Катастрофа 28 апреля 2002
28 апреля 2002 года в месте пересечения ЛЭП 220кВ с 603-м км автодороги «Енисей» потерпел крушение вертолёт «Ми-8». На борту находилось 20 человек, в том числе губернатор Красноярского края Александр Лебедь. Вместе с чиновниками и журналистами он летел на открытие новой горнолыжной трассы. В условиях плохой видимости вертолёт задел хвостом провода ЛЭП и упал недалеко от федеральной трассы. Погибли 8 человек, в том числе и Александр Лебедь. На месте катастрофы были установлены памятный мемориал и деревянная часовня Николая Чудотворца.

## Галерея

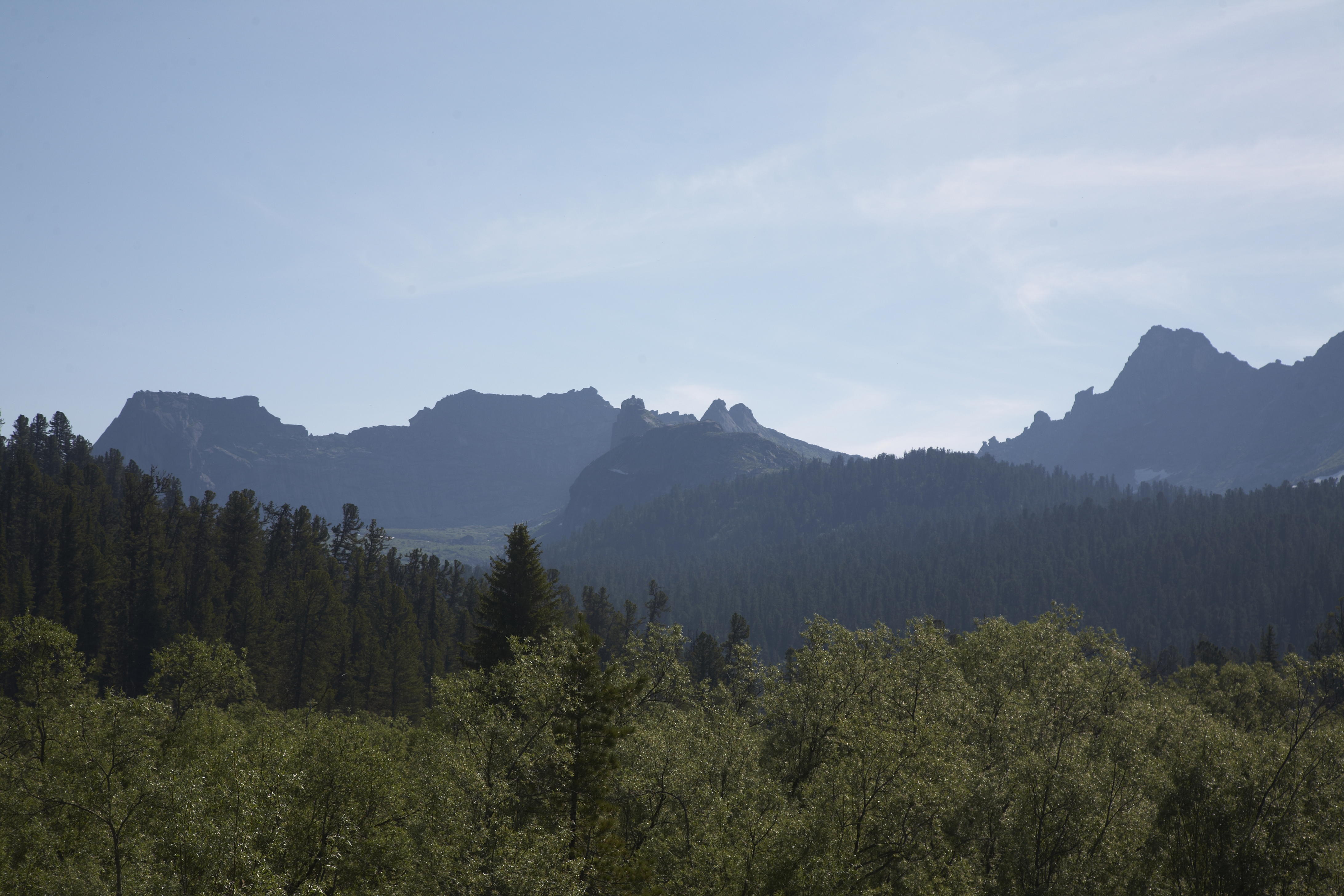
Вид на «Спящего Саяна» с автодороги «Енисей»
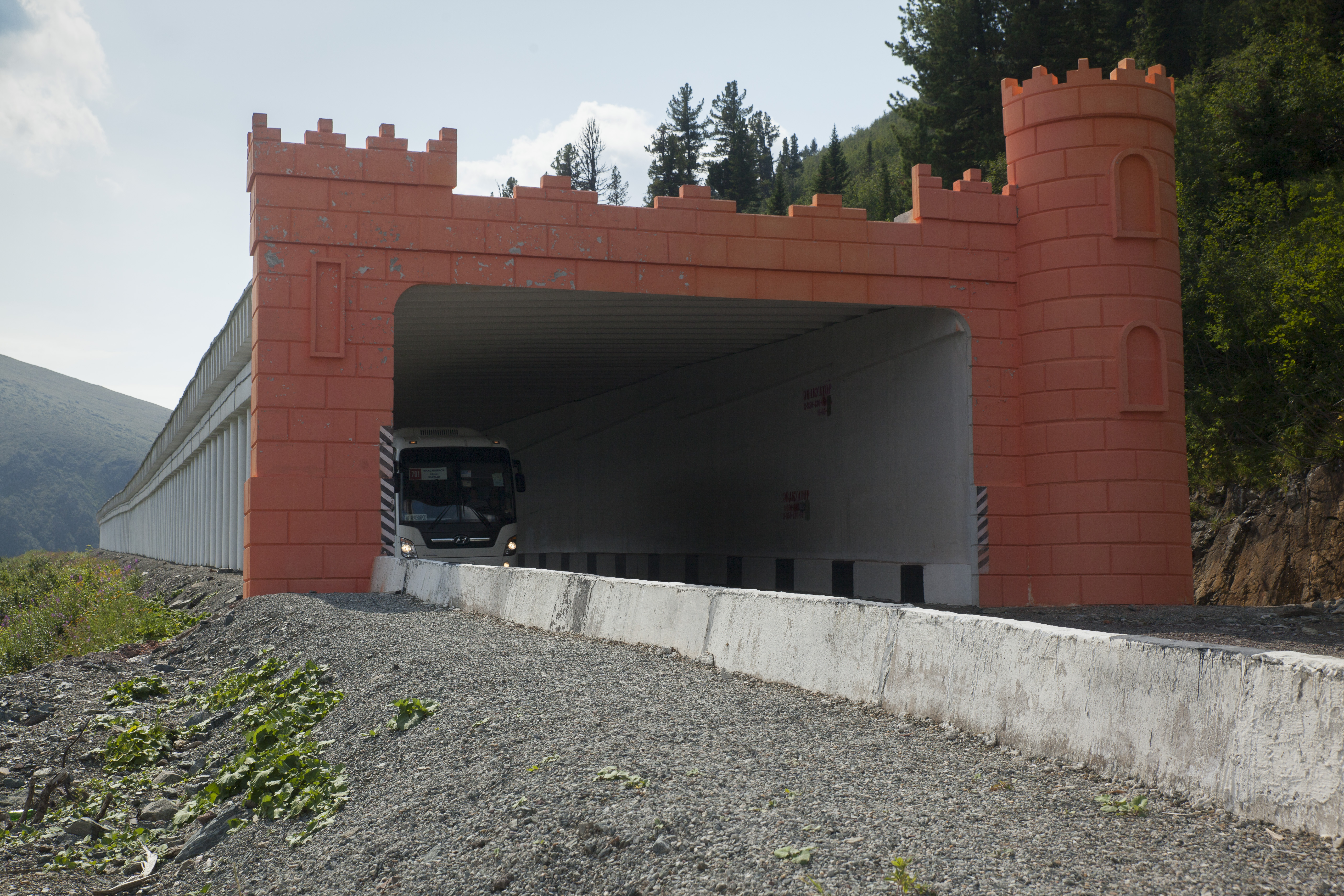
Противолавинная галерея со стороны смотровой площадки
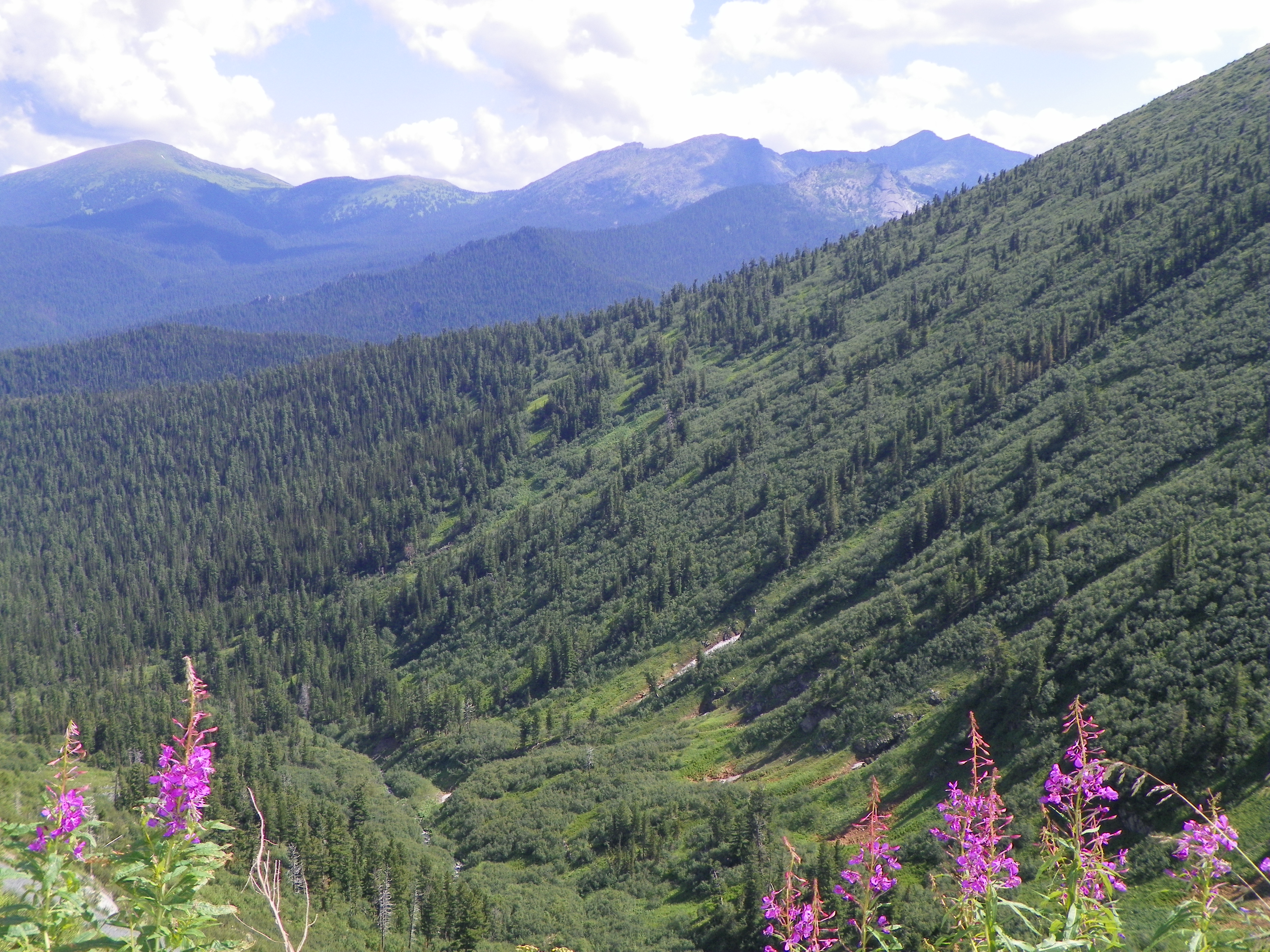
Природа Буйбинского перевала (летом)